# Élections législatives de 1958 dans le Doubs
Les élections législatives françaises de 1958 se déroulent les 23 et 30 novembre 1958.  Dans le département du Doubs, trois députés sont à élire dans le cadre de trois circonscriptions.

## Élus
| Circonscription | Député élu      | Parti | Parti |
| --------------- | --------------- | ----- | ----- |
| 1re             | Jacques Weinman |       | UNR   |
| 2e              | Georges Becker  |       | UNR   |
| 3e              | Louis Maillot   |       | UNR   |

## Système électoral
Pour la première fois depuis 1936, les élections législatives ont lieu au scrutin uninominal majoritaire à deux tours dans des circonscriptions uninominales.
Est élu au premier tour le candidat qui réunit la majorité absolue des suffrages exprimés et un nombre de voix au moins égal au quart (25 %) des électeurs inscrits dans la circonscription. Si aucun des candidats ne satisfait ces conditions, un second tour est organisé entre les candidats ayant réuni un nombre de voix au moins égal à 5 % des suffrages exprimés. Au second tour, le candidat arrivé en tête est déclaré élu.
Le seuil de qualification, basé sur un pourcentage relativement faible des suffrages exprimés, tend à faciliter l'accès au second tour de plus de deux candidats. Les candidats en lice au second tour peuvent ainsi fréquemment être trois, un cas de figure appelé « triangulaire ». Lorsque quatre candidats s'affrontent au second tour, on parle de « quadrangulaire ».

## Résultats

### Résultats à l'échelle du département
| Parti          | Parti                                            | Premier tour | Premier tour | Second tour | Second tour | Sièges |
| Parti          | Parti                                            | Voix         | %            | Voix        | %           | Sièges |
| -------------- | ------------------------------------------------ | ------------ | ------------ | ----------- | ----------- | ------ |
|                | Union pour la nouvelle République                | 48 514       | 31,70        | 81 809      | 53,33       | 3      |
|                | Centre national des indépendants et paysans      | 20 993       | 13,72        | 17 954      | 11,70       | 0      |
|                | Modérés                                          | 3 365        | 2,20         | Retrait     | Retrait     | 0      |
|                | Droite parlementaire                             | 72 872       | 47,61        | 99 763      | 65,03       | 3      |
|                |                                                  |              |              |             |             |        |
|                | Section française de l'Internationale ouvrière   | 33 428       | 21,84        | 41 416      | 27,00       | 0      |
|                | Mouvement républicain populaire                  | 22 398       | 14,63        | Retrait     | Retrait     | 0      |
|                | Parti communiste français                        | 14 965       | 9,78         | 12 227      | 7,97        | 0      |
|                | Parti républicain, radical et radical-socialiste | 8 996        | 5,77         | Retrait     | Retrait     | 0      |
|                | Divers                                           | 401          | 0,26         |             |             | 0      |
|                |                                                  |              |              |             |             |        |
| Inscrits       | Inscrits                                         | 198 544      | 100,00       | 198 567     | 100,00      | 3      |
| Abstentions    | Abstentions                                      | 42 763       | 21,54        | 42 259      | 21,28       |        |
| Votants        | Votants                                          | 155 781      | 78,46        | 156 308     | 78,72       |        |
| Blancs et nuls | Blancs et nuls                                   | 2 721        | 1,75         | 2 902       | 1,86        |        |
| Exprimés       | Exprimés                                         | 153 060      | 98,25        | 153 406     | 98,14       |        |

### Résultats par circonscription

#### Première circonscription (Besançon)
| Candidat       | Candidat            | Parti          | Premier tour | Premier tour | Second tour | Second tour |  |
| Candidat       | Candidat            | Parti          | Voix         | %            | Voix        | %           |  |
| -------------- | ------------------- | -------------- | ------------ | ------------ | ----------- | ----------- |  |
|                | Jean Minjoz         | SFIO           | 18 095       | 33,4         | 23 236      | 41,6        |  |
|                | Jacques Weinman élu | UNR            | 15 131       | 27,93        | 29 605      | 53          |  |
|                | Auguste Joubert     | CNIP           | 7 469        | 13,78        | Retrait     | Retrait     |  |
|                | Roger Loriod        | MRP            | 5 223        | 9,64         | Retrait     | Retrait     |  |
|                | Georges Carmille    | Radsoc         | 4 093        | 7,55         | Retrait     | Retrait     |  |
|                | Marcelle Mathiot    | PCF            | 3 772        | 6,96         | 3 018       | 5,4         |  |
|                | Lucien Deleule      | Divers         | 401          | 0,74         |             |             |  |
|                |                     |                |              |              |             |             |  |
| Inscrits       | Inscrits            | Inscrits       | 71 076       | 100,00       | 71 066      | 100,00      |  |
| Abstentions    | Abstentions         | Abstentions    | 15 889       | 22,35        | 14 463      | 20,35       |  |
| Votants        | Votants             | Votants        | 55 187       | 77,65        | 56 603      | 79,65       |  |
| Blancs et nuls | Blancs et nuls      | Blancs et nuls | 1 003        | 1,82         | 744         | 1,31        |  |
| Exprimés       | Exprimés            | Exprimés       | 54 184       | 98,18        | 55 859      | 98,69       |  |

#### Deuxième circonscription (Montbéliard)
| Candidat       | Candidat           | Parti          | Premier tour | Premier tour | Second tour | Second tour |  |
| Candidat       | Candidat           | Parti          | Voix         | %            | Voix        | %           |  |
| -------------- | ------------------ | -------------- | ------------ | ------------ | ----------- | ----------- |  |
|                | Georges Becker élu | UNR            | 17 642       | 31,66        | 32 397      | 58,78       |  |
|                | Robert Goetz       | MRP            | 10 330       | 18,54        | Retrait     | Retrait     |  |
|                | Jacques Méry       | SFIO           | 10 239       | 18,38        | 13 505      | 24,51       |  |
|                | Louis Garnier      | PCF            | 9 242        | 16,59        | 9 209       | 16,71       |  |
|                | Ernest Lelache     | Radsoc         | 4 903        | 8,8          | Retrait     | Retrait     |  |
|                | Paul Fontaine      | Modérés        | 3 365        | 6,04         | Retrait     | Retrait     |  |
|                |                    |                |              |              |             |             |  |
| Inscrits       | Inscrits           | Inscrits       | 74 973       | 100,00       | 75 016      | 100,00      |  |
| Abstentions    | Abstentions        | Abstentions    | 18 309       | 24,42        | 18 702      | 24,93       |  |
| Votants        | Votants            | Votants        | 56 664       | 75,58        | 56 314      | 75,07       |  |
| Blancs et nuls | Blancs et nuls     | Blancs et nuls | 943          | 1,66         | 1 203       | 2,14        |  |
| Exprimés       | Exprimés           | Exprimés       | 55 721       | 98,34        | 55 111      | 97,86       |  |

#### Troisième circonscription (Pontarlier)
| Candidat       | Candidat          | Parti          | Premier tour | Premier tour | Second tour | Second tour |  |
| Candidat       | Candidat          | Parti          | Voix         | %            | Voix        | %           |  |
| -------------- | ----------------- | -------------- | ------------ | ------------ | ----------- | ----------- |  |
|                | Louis Maillot élu | UNR            | 15 741       | 36,48        | 19 807      | 46,67       |  |
|                | Jacques Henriet   | CNIP           | 13 524       | 31,34        | 17 954      | 42,31       |  |
|                | Michel Tissot     | MRP            | 6 845        | 15,86        | Retrait     | Retrait     |  |
|                | Jules Pagnier     | SFIO           | 5 094        | 11,8         | 4 675       | 11,02       |  |
|                | Robert Charles    | PCF            | 1 951        | 4,52         |             |             |  |
|                |                   |                |              |              |             |             |  |
| Inscrits       | Inscrits          | Inscrits       | 52 495       | 100,00       | 52 485      | 100,00      |  |
| Abstentions    | Abstentions       | Abstentions    | 8 565        | 16,32        | 9 094       | 17,33       |  |
| Votants        | Votants           | Votants        | 43 930       | 83,68        | 43 391      | 82,67       |  |
| Blancs et nuls | Blancs et nuls    | Blancs et nuls | 775          | 1,76         | 955         | 2,2         |  |
| Exprimés       | Exprimés          | Exprimés       | 43 155       | 98,24        | 42 436      | 97,8        |  |